# Покровское (Ростовская область)
Покро́вское — село в Ростовской области. Административный центр, районный центр Неклиновского района и Покровского сельского поселения.

## География
Расположено на реке Миус, в 3 км к юго-востоку от железнодорожной станции Неклиновка.
Расстояние до Таганрога — 20 км, до Ростова-на-Дону — 65 км.

## История
Основано в 1769 году.
Первое упоминание о местности, где сейчас расположено село Покровское, относится к 1769 году. Историк Д. И. Яворницкий в своей «Истории запорожских казаков» отмечает:

В урочище устья реки Миуса, при впадении в Азовское море, близ Таганрога, в теперешней слободе Николаевке Ростовского уезда, в 1769 году 500 душ семейного запорожского казачества, по распоряжению Коша, основали три слободы — Николаевскую, Троицкую и Покровскую — и общими силами в средней слободе, Троицкой, устроили часовню и к ней пригласили из Таганрогской крепости священника Никифора Фёдорова".

В 1859 году в Покровском насчитывалось 613 дворов, в которых жило 4814 человек. 25 июня 1869 года было открыто движение по железной дороге Таганрог — Матвеев Курган через слободу Покровскую. Станцию назвали Неклиновка от названия балки Неклинная, подходившей к железнодорожному полотну. Первая земская школа в селе была открыта в 1863 году. В ней обучалось 17 детей.
До 1892 года село Покровское входило в состав Екатеринославской губернии. Уездным городом был Ростов-на-Дону. Вошло в земли Войска Донского .После освобождения крестьян в 1861 году были организованы земства (местного самоуправления), которые открывали в сёлах школы, больницы, стремились поднять и улучшить экономическое и культурное положение крестьян. В конце XIX века в Покровском проживало 9 тысяч человек.
В 1915 году в селе Покровском уже было 1410 дворов, в пользовании крестьян находилось 12 400 десятин земли.
Через 38 лет после основания Покровского в 1807 году в селе было 247 дворов и 1672 человека взрослого населения. Поселение имело 6794 десятин пахотной земли и 3802 десятины покосов (десятина — 1,45 га).
По данным статистического справочника «Таганрогский округ. 1912-й год», в селе Покровском проводилось ежегодно две многодневных ярмарки. На них съезжались крестьяне и торговцы, мещане и служащие, рабочие и кустари не только с соседних сёл и хуторов, но и из Таганрога, Матвеева Кургана, Чалтыря и т. д. С 14 по 16 октября проходила Покровская ярмарка, а чуть ранее (с 28 августа по 1 сентября проходила Успенская ярмарка. На ярмарках шла торговля скотом и разными товарами. К праздникам готовились основательно. Обязательными были кулачные бои.
В 1924 году в Покровском появилось первое немое кино. Сеансы проходили в школе. В 1929 году в селе появились первые трактора «Фордзон».

## Население
| 1959    | 1970    | 1979    | 1989    | 2002    | 2010    | 2012    | 2013    | 2014    |
| ------- | ------- | ------- | ------- | ------- | ------- | ------- | ------- | ------- |
| 8138    | ↗10 751 | ↗11 631 | ↗12 445 | ↗12 595 | ↘12 369 | ↘12 305 | ↘12 249 | ↘12 149 |
| 2015    | 2016    | 2017    | 2018    | 2019    | 2020    | 2021    |         |         |
| ↘12 112 | ↗12 148 | ↘12 094 | ↘11 994 | ↘11 864 | ↘11 848 | ↘11 842 |         |         |

## Известные уроженцы, жители
- Берест, Алексей Прокофьевич (1921—1970) — советский офицер, участник Великой Отечественной войны. Во время штурма рейхстага, совместно с М. А. Егоровым и М. В. Кантария выполнил боевую задачу по водружению Знамени Победы над рейхстагом.
- Гордиенко, Андрей Никандрович (1904—1969) — советский патофизиолог, доктор мед. наук (1939), профессор (1940), заведующий кафедрой патологической физиологии Ростовского медицинского института (1949—1969). Заслуженный деятель науки РСФСР (1964).
- Романченко, Валентина Мефодьевна (1920—2014) — советский работник сельского хозяйства, Герой Социалистического Труда.
- Назаренко, Анатолий Георгиевич (1923—1943) — член таганрогской подпольной антифашистской организации.

## Экономика
В 1909 году в Покровском была открыта почтово-телеграфная станция.
Предприятия села Покровское
- ООО «Межмуниципальный Неклиновский водопровод»
- ОАО «Неклиновское ХПП»
- ОАО «Неклиновское автотранспортное предприятие»
- МУП районная газета «Приазовская степь»
- Сельскохозяйственные предприятия (колхоз «Миусский» и крестьянско-фермерские хозяйства) выращивают пшеницу, ячмень, кукурузу, подсолнечник, овощи, фрукты. Разводят крупный рогатый скот, свиней, птицу.

## Достопримечательности

### Религия
Церковь Покрова Пресвятой Богородицы.
В 1782 году в Слободе Верхней на Дону была построена деревянная церковь во имя Покрова Богородицы. В 1892 году в селе была построена кирпичная церковь на том месте, на котором она находится и сейчас. Проект Покровского храма был разработан русским архитектором Константином Тоном.

## Памятные места
- В 1967 году в селе был сооружён Обелиск Славы, а в честь 200-летия села был разбит сквер.

## Транспорт
Село связано с городом Таганрогом и Ростовом-на-Дону железнодорожным (станция Неклиновка) и автобусным сообщением. Также через село проходят транзитные автобусные маршруты в города Донецк, Иловайск, Харцызск.